# Coco Dias ali Zlata vrata
Coco Dias ali Zlata vrata je resničnostni roman slovenske pisateljice Brine Svit. Izšel je leta 2008 pri Cankarjevi založbi v nakladi 2300 izvodov.

## Vsebina
Pred začetkom pisanja tega romana je Brian Svit res srečala plesalca tanga z imenom Coco Dias. Rekel ji je natanko isti stavek kot je na samem začetku romana: Če napišeš o meni knjigo, te bom naučil plesati.
Zgodba se odvija v Parizu blizu metrojske postaje Zlata vrata, kjer se odvija večino plesov med Coco Diasom ter glavno junakinjo Valerie Nolo, ki je prav tako pisateljica. Odvija pa se tudi v Buenos Airesu, rojstnem mestu glavnega junaka. Pripoveduje zgodo o otroštvu Coco Diasa, o tem kako se je prvič naučil plesati tango, ter o njegovem prihodu v Pariz, kjer postane učitelj tanga. hkrati pa pripovedovalka Valerie pripoveduje o svojem življenju. O tem kako je zapustila moža in svojega sina, ter se odločila, da se bo naučila plesati tango.
Bralec ju spremlja skozi skupne uspehe ter neuspehe in skozi njuno zasebno in javno življenje. Sama Valerie skozi celotne učne ure tudi dojame kaj v resnici pomeni objeti moškega. Proti koncu romana pa se Coco Dias odloči da bo Valerie odpeljal v njegov domači kraj Buenos Aires, da bi pobližje lahko spoznala zgodovino in svet tanga.

## Izdaje in prevodi
Knjiga je bila najprej izdana v Parizu leta 2007 v francoskem jeziku. V Sloveniji je prvič izšla leta 2008, nato pa še kot ponatis leta 2009 in 2010.